# I Missed the Bus
Az I Missed the Bus az amerikai hiphopduó Kris Kross harmadik kislemeze a debütáló Totally Krossed Out című albumról.

## Története
Az I Missed the Bus című kislemez a harmadik kimásolt dal a Totally Krossed Out című 1992-ben megjelent debütáló albumról. Az első két kislemez, a Jump, és a Warm It Up című dalok a Billboard Hot Rap kislemez lista 1. helyéig jutottak, azonban a harmadik kislemez csupán a 14. helyig, illetve a Billboard Hot 100-as lista 63. helyén landolt.

## Videóklip
A dal klipje elég bizarra sikeredett, ahol a fő szempont a szorongás. A buszvezető táncoló zombiként van jelen a klipben, valamint az iskola tanárai is bizarr lényként jelennek meg. A klipben Dupri is feltűnik parókában bírósági ítélethozóként.

## Slágerlista
| Slágerlista (1992)                       | Legmagasabb helyezés |
| ---------------------------------------- | -------------------- |
| Billboard Hot 100                        | 63                   |
| Billboard Hot R&B/Hip-Hop Kislemez lista | 29                   |
| Billboard Hot Rap Kislemez lista         | 14                   |

## Külső hivatkozások
- Hivatalos videóklip[1]
- A dal szövege[2]